# Romas Ubartas
Romas Ubartas (Lituania, 26 de mayo de 1960) es un atleta lituano retirado, especializado en la prueba de lanzamiento de disco en la que llegó a ser campeón olímpico en 1992.

## Carrera deportiva
En los JJ. OO. de Barcelona 1992 ganó la medalla de oro en el lanzamiento de disco, llegando hasta los 65.12 metros, por delante del alemán Jürgen Schult y del cubano Roberto Moya (bronce).